# Хабаров, Владимир Викторович
Влади́мир Ви́кторович Хабаро́в (11 февраля 1951, деревня Андег, Ненецкий автономный округ — 29 июля 2010, Нарьян-Мар) — Глава администрации Ненецкого автономного округа с марта по декабрь 1996 года.

## Биография
Родился 11 февраля 1951 года в деревне Андег Ненецкого автономного округа.
Первое рабочее место — бухгалтерия Малоземельского рыбкоопа.
Окончил Архангельский кооперативный техникум, Ленинградскую Высшую партийную школу, факультет социальной работы Архангельского медицинского института (специальности — преподаватель научного коммунизма и обществоведения, социальная работа).
Работал ревизором в Архангельском рыболовпотребсоюзе, старшим бухгалтером Ненецкого окружного отделения Вуктыльской дирекции строительства магистрального газопровода и газодобывающих предприятий, старшим ревизором Контрольно-ревизионного управления Министерства финансов РСФСР по Ненецкому автономному округу.
С 1994 года работал управляющим отделением Пенсионного фонда РФ по Ненецкому автономному округу, создавал единую пенсионную систему НАО. В последние годы жизни руководил окружным Фондом обязательного медицинского страхования. Скончался 29 июля 2010 года после продолжительной болезни.

### Политическая деятельность
С 1980 года — секретарь парткома совхоза, инструктор Ненецкого окружного комитета КПСС. С 1994 по 1996 год и с 2005 по 2009 год — депутат Собрания депутатов Ненецкого автономного округа.
В марте 1996 года был назначен главой администрации Ненецкого АО вместо ушедшего в отставку Юрия Комаровского. Распоряжением № 182 от 27 марта 1996 года отменил введённое Комаровским в 1993 году название должности «Губернатор Ненецкого автономного округа», как не предусмотренную Уставом НАО. В апреле 1996 года по должности вошёл в Совет Федерации, входил в Комитет по науке, культуре, образованию, здравоохранению и экологии.
В декабре 1996 года баллотировался на пост главы администрации Ненецкого автономного округа. 1 декабря, в первом туре, занял первое место, набрав 40,64 % голосов, во втором туре, состоявшемся 13 декабря, проиграл Владимиру Бутову, набрав 40,27 % голосов.
Выступал за независимость НАО от Архангельской области.

## Награды
- Благодарность Президента Российской Федерации (12 августа 1996 года) — за активное участие в организации и проведении выборной кампании Президента Российской Федерации в 1996 году[5].